# Marcellin Marbot
Jean-Baptiste Antoine Marcelin Marbot, zvaný Marcellin Marbot (maʁsølɛ̃ maʁbo; 18. srpen 1782, Altillac – 16. listopad 1854, Paříž), byl francouzský voják, autor cenných pamětí. Byl povýšen do hodnosti generálporučíka v roce 1836, za vlády krále Ludvíka Filipa.
Byl synem generála Jeana-Antoina Marbot (1754–1800). Starší bratr Adolphe Marbot (1781–1844) byl také generálem.

## Život

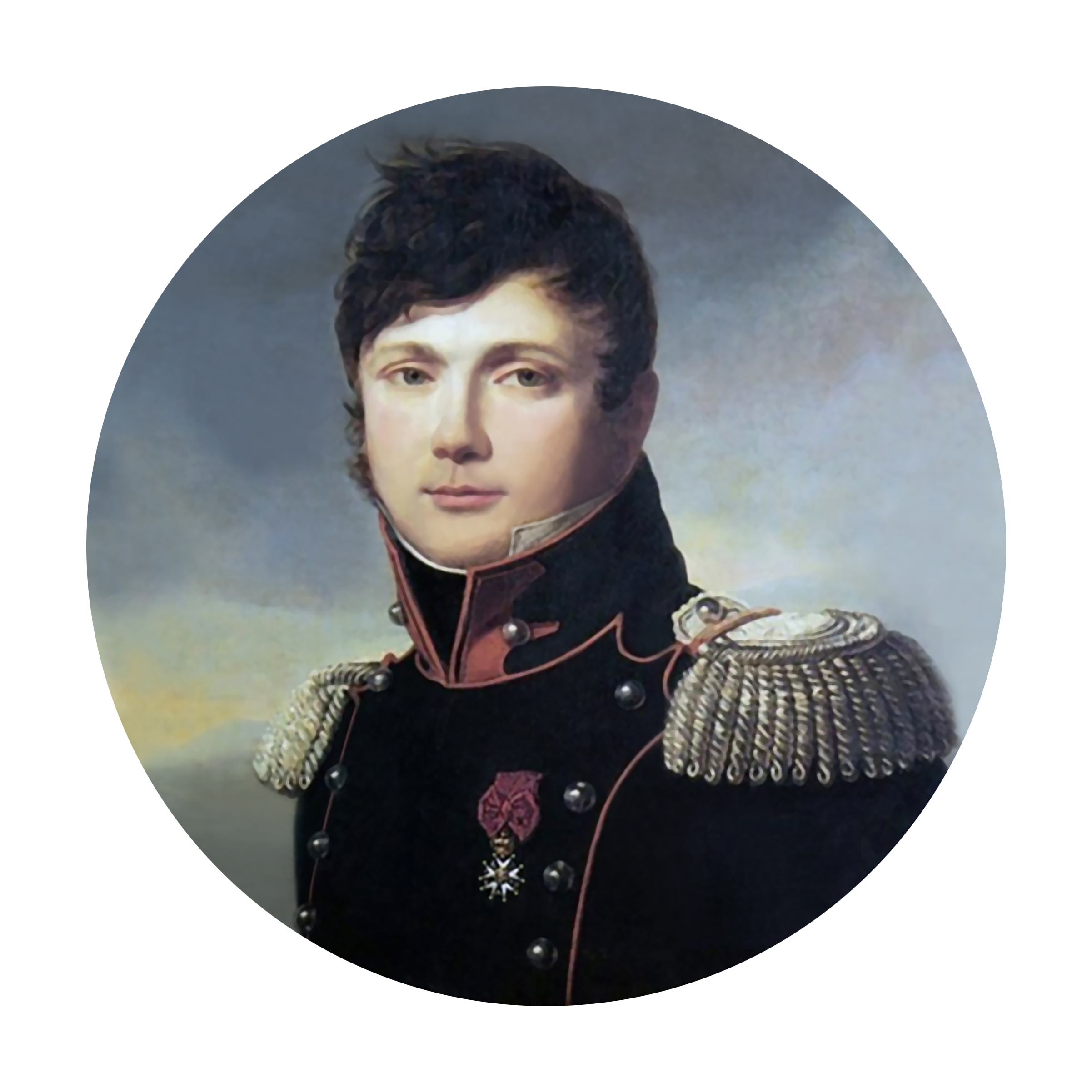
Plukovník Marbot v roce 1812

### Napoleonské války
Vstoupil roku 1799 jako dobrovolník do republikánské armády a byl rychle povyšován k důstojnickým hodnostem. Přežil obležení Janova (1800), později se stal pobočníkem maršála Augereaua. V této funkci sloužil během 3. i 4. koaliční války (1803–1805, 1806–1807). V bitvě u Jílového byl těžce raněn. V letech 1808–1811, byl s přestávkami nasazen v bojích na Pyrenejském poloostrově. Vyznamenal se v tažení roku 1809 a bojoval ve všech větších bitvách této války (Řezno, Eckmuhl, Aspern, Wagram). Prodělal celou ruskou kampaň roku 1812, kde se opět vyznamenal. Nakonec byl i aktivním účastníkem bojů 1813–1814 (plukovník). Během Sta dní roku 1815 byl Napoleonem I. jmenován brigádním generálem a bojoval na pravém křídle francouzské sestavy v bitvě u Waterloo.

### Červencová monarchie
V době Restaurace strávil čtyři roky v exilu (1815–1819) a po návratu uveřejnil známou obranu Napoleonovy strategie (viz níže). Jeho blízký vztah k vévodovi Orleánskému Ludvíkovi Filipovi mu zajišťoval důležité armádní posty. Během červencové monarchie (od roku 1830) rychle postupoval, roku 1836 – generálporučík, roku 1840 se stal generálním inspektorem francouzské kavalérie. Roku 1845 byl jmenován francouzským pairem. Po pádu Ludvíka Filipa se zcela stáhl z veřejného života.

## Dílo
Marbot napsal, dvě krátká sdělení:

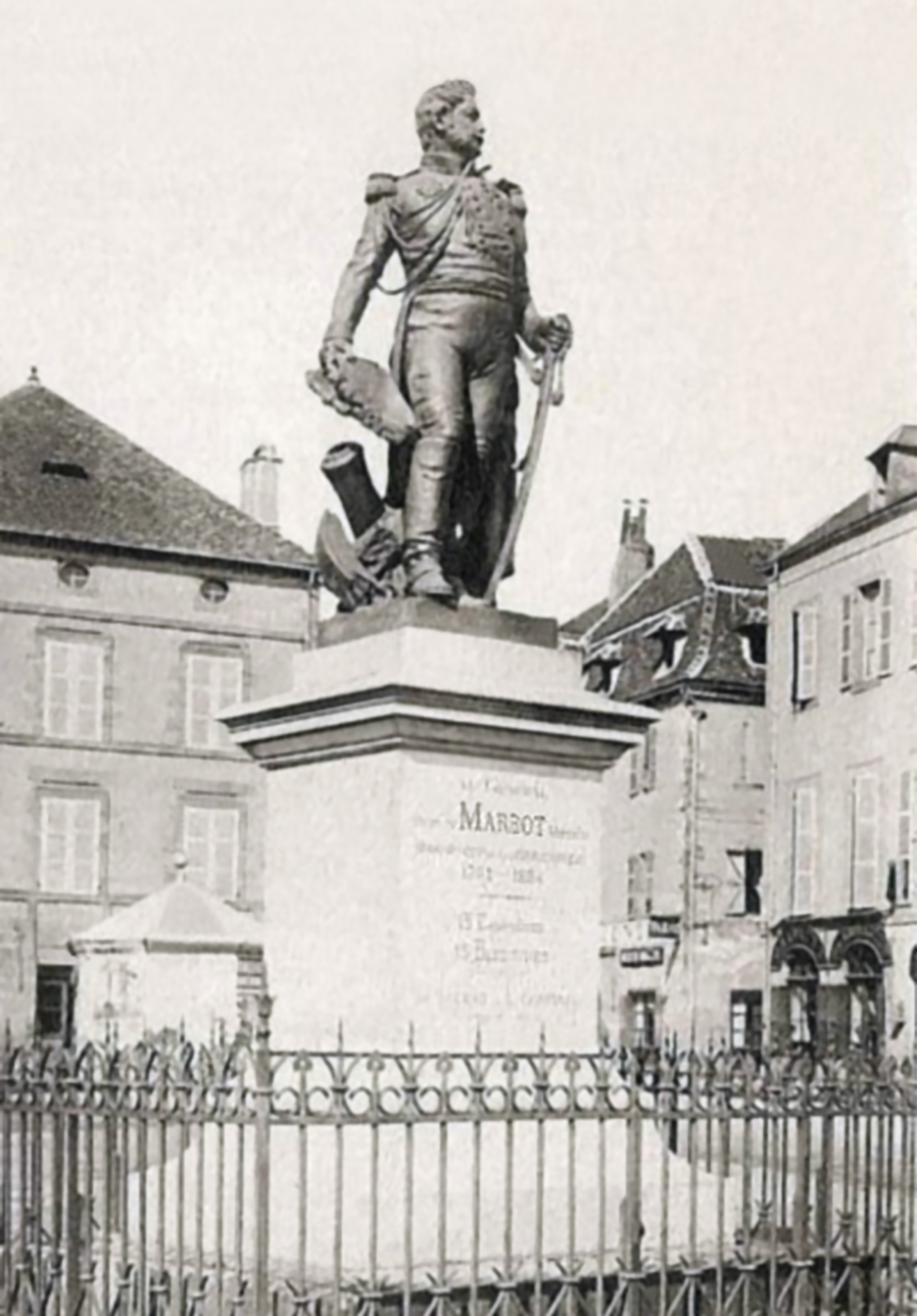
Socha generála Marbota v Beaulieu-sur-Dordogne

- Remarques critiques sur l'ouvrage de M. le lieutenant-général Rogniat, intitulé: Considérations sur l'art de la guerre (1820)
- De la nécessité d'augmenter les forces militaires de la France; moyen de le faire au meilleur marché possible (1825)

Jeho sláva je založena výhradně na jeho memoárech, uveřejněných ve Francii až roku 1891 pod názvem Mémoires du Général Baron de Marbot (1899 německy, 1902 anglicky, 1907 česky). Jako nikdo jiný před ním poskytuje strhujícím způsobem pohled na dějinné události a do armádního života během napoleonských válek. Barvitým a přitom skromným způsobem vnáší čtenáře do dobrodružných příhod svého života.
V úvodu, určeném manželce a dětem píše:
Přišel jsem často do osobního styku s Napoleonem, sloužil jsem v generálním štábu pod pěti jeho nejslavnějšími maršály: Augereauem, Bernadottem, Muratem, Lannesem a Massenou, znal jsem všechny přední osobnosti tehdejší doby. V pamětech jsem se snažil více o vylíčení vlastních příhod, než o popis dějinné události. Snažil jsem se též u osob, které jsem dobře znal nestranně opravit úsudky o nich pronášené. Vedle událostí velkého politického významu, měl jsem i snahu vylíčit veselé a dobrodružné příhody skromným, prostým způsobem, jak se na vyprávění věnované vlastní rodině patří.

## Vyznamenání

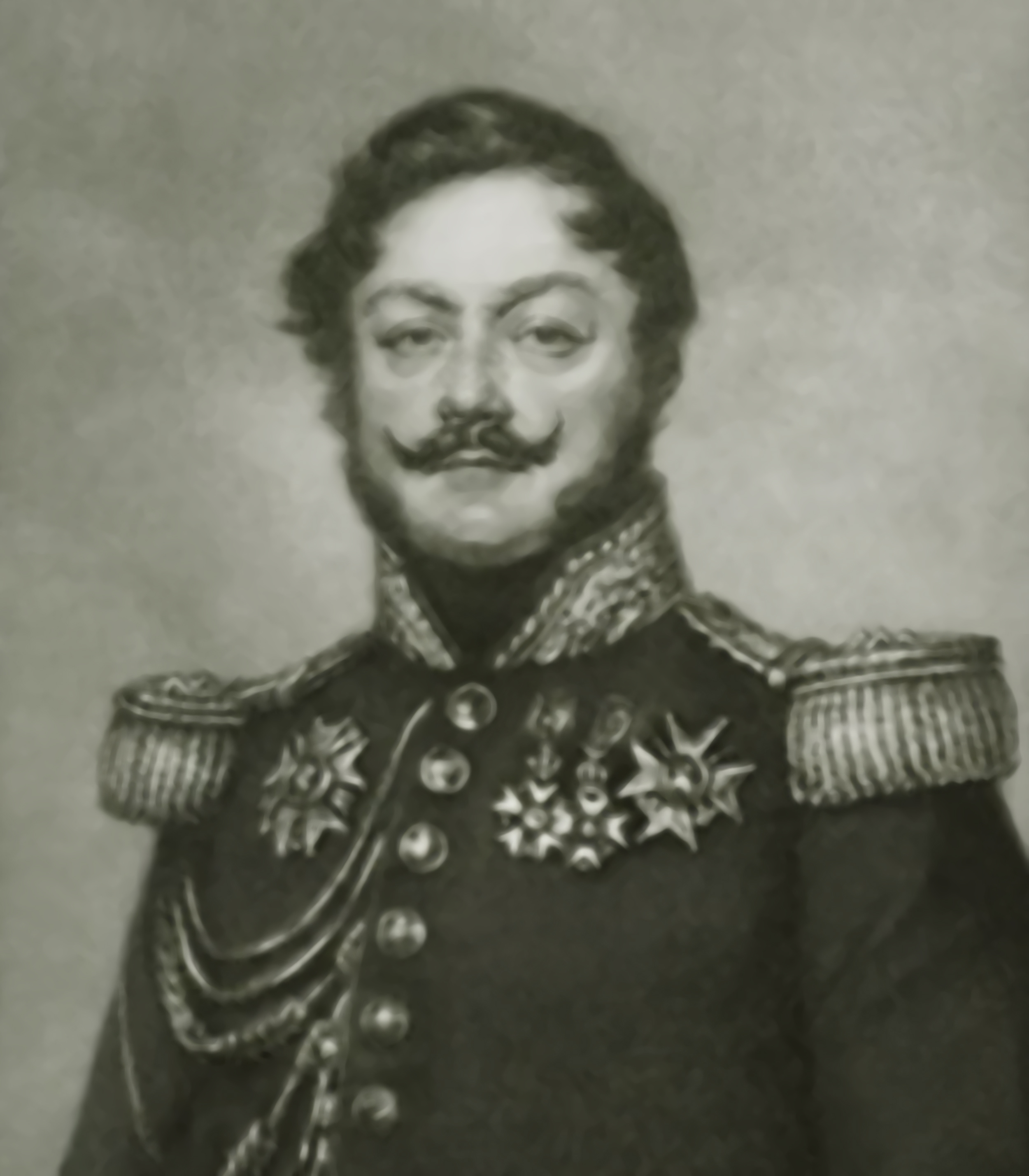
Generál Marbot v roce 1840

- Rytíř Řádu čestné legie – Francouzské císařství, 1808
- Důstojník Řádu čestné legie – Francouzské císařství, 1813
- Rytíř Řádu svatého Ludvíka – Francouzské království, 1827
- Komandér Řádu čestné legie – Království Francouzů, 1831
- Komtur Řádu Leopolda – Belgické království, 1833
- Velkodůstojník Řádu čestné legie – Království Francouzů, 1836
- Velkokříž Řádu dubové koruny – Lucemburské velkovévodství, 1842